# باكيي
باكيي (بالإنجليزية: Buckeye, Arizona)‏ هي مدينة تقع في مقاطعة ماريكوبا، أريزونا بولاية أريزونا في الولايات المتحدة. تأسست عام 1888، تبلغ مساحتها 1015 (كم²)، وترتفع عن سطح البحر 265 م، بلغ عدد سكانها 50876 نسمة في عام 2010 حسب إحصاء مكتب تعداد الولايات المتحدة وتصل الكثافة السكانية فيها 50.12 نسمة/كم2.

## التركيبة السكانية
حدّد مكتب تعداد الولايات المتحدة بيانات التركيبة السكانية لباكيي في تعداد الولايات المتحدة. في ما يلي، التركيبة السكانية حسب تعدادي 2000 و2010.

### تعداد عام 2000
بلغ عدد سكان باكيي 6,537 نسمة بحسب تعداد عام 2000، وبلغ عدد الأسر 2,158 أسرة وعدد العائلات 1,626 عائلة مقيمة في البلدة. في حين سجلت الكثافة السكانية 6.4 نسمة لكل كيلومتر مربع (16.6/ميل2). وبلغ عدد الوحدات السكنية 2,344 وحدة بمتوسط كثافة قدره 2.3 لكل كيلومتر مربع (6.0/ميل2).
وتوزع التركيب العرقي للبلدة بنسبة 72.54% من البيض و3.37% من الأمريكيين الأفارقة و1.71% من الأمريكيين الأصليين و0.44% من الأمريكيين ذوي الأصول الآسيوية و0.08% من سكان جزر المحيط الهادئ و19.34% من الأعراق الأخرى و2.52% من عرقين مختلطين أو أكثر و36.65% من الهسبانيون أو اللاتينيون من أي عرق.
بلغ عدد الأسر 2,158 أسرة كانت نسبة 48% منها لديها أطفال تحت سن الثامنة عشر تعيش معهم، وبلغت نسبة الأزواج القاطنين مع بعضهم البعض 52.7% من أصل المجموع الكلي للأسر، ونسبة 15.7% من الأسر كان لديها معيلات من الإناث دون وجود شريك، بينما كانت نسبة 6.9% من الأسر لديها معيلون من الذكور دون وجود شريكة وكانت نسبة 24.7% من غير العائلات. تألفت نسبة 20.7% من أصل جميع الأسر من عدة أفراد يعيشون في نفس المنزل ونسبة 7.5% كانت تتألف من شخص يعيش بمفرده يبلغ من العمر 65 عاماً أو أكثر. وبلغ متوسط حجم الأسرة المعيشية 3.03، أما متوسط حجم العائلات فبلغ 3.47.
بلغ العمر الوسطي للسكان 30.0 عاماً. وكانت نسبة 33.8% من القاطنين تحت سن الثامنة عشر، وكانت نسبة 9.8% بين الثامنة عشر والرابعة والعشرين عاماً، ونسبة 28.8% كانت واقعةً في الفئة العمرية ما بين الخامسة والعشرين والرابعة والأربعين عاماً، ونسبة 19.2% كانت ما بين الخامسة والأربعين والرابعة والستين، ونسبة 8.2% كانت ضمن فئة الخامسة والستين عاماً فما فوق. يوجد لكل 100 أنثى 101.7 ذكر، ويوجد لكل 100 أنثى في الثامنة عشر من عمرها فما فوق 97.6 ذكر.
بلغ متوسط دخل الأسرة في البلدة 36,667 دولارًا، أما متوسط دخل العائلة فبلغ 200,001 دولارًا. وكان متوسط دخل الذكور 11,250 دولارًا مقابل 16,250 دولارًا للإناث. وسجل دخل الفرد الخاص بالبلدة 63,967 دولارًا. وكانت نسبة 0% من العائلات ونسبة 0% من السكان تحت خط الفقر،

### تعداد عام 2010
بلغ عدد سكان باكيي 50,876 نسمة بحسب تعداد عام 2010، وبلغ عدد الأسر 14,424 أسرة وعدد العائلات 11,498 عائلة مقيمة في البلدة. في حين سجلت الكثافة السكانية 49.9 نسمة لكل كيلومتر مربع (129.2/ميل2). وبلغ عدد الوحدات السكنية 18,207 وحدة بمتوسط كثافة قدره 17.9 لكل كيلومتر مربع (46.4/ميل2).
وتوزع التركيب العرقي للبلدة بنسبة 65.70% من البيض و7.11% من الأمريكيين الأفارقة و1.79% من الأمريكيين الأصليين و1.79% من الأمريكيين ذوي الأصول الآسيوية و0.20% من سكان جزر المحيط الهادئ و19.25% من الأعراق الأخرى و4.16% من عرقين مختلطين أو أكثر و38.31% من الهسبانيون أو اللاتينيون من أي عرق.
بلغ عدد الأسر 14,424 أسرة كانت نسبة 49.4% منها لديها أطفال تحت سن الثامنة عشر تعيش معهم، وبلغت نسبة الأزواج القاطنين مع بعضهم البعض 61.3% من أصل المجموع الكلي للأسر، ونسبة 11.7% من الأسر كان لديها معيلات من الإناث دون وجود شريك، بينما كانت نسبة 6.6% من الأسر لديها معيلون من الذكور دون وجود شريكة وكانت نسبة 20.3% من غير العائلات. تألفت نسبة 15.2% من أصل جميع الأسر من عدة أفراد يعيشون في نفس المنزل ونسبة 3.7% كانت تتألف من شخص يعيش بمفرده يبلغ من العمر 65 عاماً أو أكثر. وبلغ متوسط حجم الأسرة المعيشية 3.17، أما متوسط حجم العائلات فبلغ 3.52.
بلغ العمر الوسطي للسكان 30.7 عاماً. وكانت نسبة 30.6% من القاطنين تحت سن الثامنة عشر، وكانت نسبة 8.7% بين الثامنة عشر والرابعة والعشرين عاماً، ونسبة 34.5% كانت واقعةً في الفئة العمرية ما بين الخامسة والعشرين والرابعة والأربعين عاماً، ونسبة 19.6% كانت ما بين الخامسة والأربعين والرابعة والستين، ونسبة 6.7% كانت ضمن فئة الخامسة والستين عاماً فما فوق. وتوزع التركيب الجنسي للسكان بنسبة 54.6% ذكور و45.4% إناث.

## المناخ
يظهر الجدول التالي التغييرات المناخية على مدار السنة لباكيي:
| البيانات المناخية لـباكيي                      | البيانات المناخية لـباكيي | البيانات المناخية لـباكيي | البيانات المناخية لـباكيي | البيانات المناخية لـباكيي | البيانات المناخية لـباكيي | البيانات المناخية لـباكيي | البيانات المناخية لـباكيي | البيانات المناخية لـباكيي | البيانات المناخية لـباكيي | البيانات المناخية لـباكيي | البيانات المناخية لـباكيي | البيانات المناخية لـباكيي | البيانات المناخية لـباكيي |
| الشهر                                          | يناير                     | فبراير                    | مارس                      | أبريل                     | مايو                      | يونيو                     | يوليو                     | أغسطس                     | سبتمبر                    | أكتوبر                    | نوفمبر                    | ديسمبر                    | المعدل السنوي             |
| ---------------------------------------------- | ------------------------- | ------------------------- | ------------------------- | ------------------------- | ------------------------- | ------------------------- | ------------------------- | ------------------------- | ------------------------- | ------------------------- | ------------------------- | ------------------------- | ------------------------- |
| الدرجة القصوى °ف (°م)                          | 100 (38)                  | 92 (33)                   | 101 (38)                  | 106 (41)                  | 115 (46)                  | 122 (50)                  | 125 (52)                  | 120 (49)                  | 119 (48)                  | 108 (42)                  | 96 (36)                   | 87 (31)                   | 125 (52)                  |
| متوسط درجة الحرارة الكبرى °ف (°م)              | 68.3 (20.2)               | 73.2 (22.9)               | 78.7 (25.9)               | 87.3 (30.7)               | 95.9 (35.5)               | 105.8 (41.0)              | 108.4 (42.4)              | 106.3 (41.3)              | 101.0 (38.3)              | 90.0 (32.2)               | 76.8 (24.9)               | 68.2 (20.1)               | 88.3 (31.3)               |
| متوسط درجة الحرارة الصغرى °ف (°م)              | 36.7 (2.6)                | 40.4 (4.7)                | 44.6 (7.0)                | 49.6 (9.8)                | 57.5 (14.2)               | 65.3 (18.5)               | 74.2 (23.4)               | 73.6 (23.1)               | 66.1 (18.9)               | 53.1 (11.7)               | 41.3 (5.2)                | 35.8 (2.1)                | 53.2 (11.8)               |
| أدنى درجة حرارة °ف (°م)                        | 11 (−12)                  | 18 (−8)                   | 20 (−7)                   | 29 (−2)                   | 32 (0)                    | 42 (6)                    | 49 (9)                    | 48 (9)                    | 41 (5)                    | 26 (−3)                   | 20 (−7)                   | 12 (−11)                  | 11 (−12)                  |
| معدل هطول الأمطار إنش (مم)                     | 0.80 (20)                 | 0.80 (20)                 | 0.99 (25)                 | 0.26 (6.6)                | 0.15 (3.8)                | 0.07 (1.8)                | 0.67 (17)                 | 1.22 (31)                 | 0.75 (19)                 | 0.64 (16)                 | 0.64 (16)                 | 0.92 (23)                 | 7.91 (199.2)              |
| متوسط الأيام الممطرة (≥ 0.01 inch)             | 3.4                       | 3.1                       | 4.0                       | 1.5                       | 0.8                       | 0.4                       | 2.0                       | 4.1                       | 2.4                       | 2.3                       | 1.9                       | 3.1                       | 29                        |
| المصدر: الإدارة الوطنية للمحيطات والغلاف الجوي |                           |                           |                           |                           |                           |                           |                           |                           |                           |                           |                           |                           |                           |

## أعلام
- روبرتا هيلمر
- بايرون بيردسال

## وصلات خارجية
- http://www.buckeyeaz.gov/